# Johan Bakayoko
Saint-Cyr Johan Bakayoko (Overijse, 20 de abril de 2003) es un futbolista belga que juega como delantero en el R. B. Leipzig de la 1. Bundesliga.

## Selección nacional
Nacido en Bélgica, es de ascendencia marfileña y es internacional en categorías inferiores con Bélgica. Con su selección absoluta debutó el 24 de marzo de 2023 en un partido de clasificación para la Eurocopa 2024 contra Suecia en el que dio una asistencia a Romelu Lukaku.

### Participaciones en Eurocopas
| Copa          | Sede     | Resultado        | Partidos | Goles |
| ------------- | -------- | ---------------- | -------- | ----- |
| Eurocopa 2024 | Alemania | Octavos de final | 2        | 0     |

## Estadísticas

### Clubes
Actualizado al último partido disputado el 10 de diciembre de 2024.
| Club                         | Div.          | Temporada     | Liga  | Liga  | Liga   | Copas nacionales | Copas nacionales | Copas nacionales | Copas internacionales | Copas internacionales | Copas internacionales | Total | Total | Total  |
| Club                         | Div.          | Temporada     | Part. | Goles | Asist. | Part.            | Goles            | Asist.           | Part.                 | Goles                 | Asist.                | Part. | Goles | Asist. |
| ---------------------------- | ------------- | ------------- | ----- | ----- | ------ | ---------------- | ---------------- | ---------------- | --------------------- | --------------------- | --------------------- | ----- | ----- | ------ |
| Jong PSV · Países Bajos      | 2.ª           | 2020-21       | 20    | 1     | 2      | —                | —                | —                | —                     | —                     | —                     | 20    | 1     | 2      |
| Jong PSV · Países Bajos      | 2.ª           | 2021-22       | 32    | 17    | 10     | —                | —                | —                | —                     | —                     | —                     | 32    | 17    | 10     |
| Jong PSV · Países Bajos      | 2.ª           | 2022-23       | 5     | 2     | 0      | —                | —                | —                | —                     | —                     | —                     | 5     | 2     | 0      |
| Jong PSV · Países Bajos      | Total club    | Total club    | 57    | 20    | 12     | 0                | 0                | 0                | 0                     | 0                     | 0                     | 57    | 20    | 12     |
| PSV Eindhoven · Países Bajos | 1.ª           | 2021-22       | 3     | 0     | 0      | 1                | 0                | 0                | 0                     | 0                     | 0                     | 4     | 0     | 0      |
| PSV Eindhoven · Países Bajos | 1.ª           | 2022-23       | 23    | 5     | 5      | 5                | 1                | 0                | 5                     | 1                     | 0                     | 33    | 7     | 5      |
| PSV Eindhoven · Países Bajos | 1.ª           | 2023-24       | 33    | 12    | 9      | 3                | 1                | 0                | 12                    | 1                     | 4                     | 48    | 14    | 13     |
| PSV Eindhoven · Países Bajos | 1.ª           | 2024-25       | 14    | 5     | 1      | 1                | 0                | 1                | 6                     | 1                     | 1                     | 21    | 6     | 3      |
| PSV Eindhoven · Países Bajos | Total club    | Total club    | 73    | 22    | 15     | 10               | 2                | 1                | 23                    | 3                     | 5                     | 106   | 27    | 21     |
| Total carrera                | Total carrera | Total carrera | 130   | 41    | 27     | 10               | 2                | 1                | 23                    | 3                     | 5                     | 163   | 47    | 33     |

## Palmarés

### Títulos nacionales
| Título                        | Club          | País         | Año  |
| ----------------------------- | ------------- | ------------ | ---- |
| Supercopa de los Países Bajos | PSV Eindhoven | Países Bajos | 2022 |
| Copa de los Países Bajos      | PSV Eindhoven | Países Bajos | 2023 |
| Supercopa de los Países Bajos | PSV Eindhoven | Países Bajos | 2023 |
| Eredivisie                    | PSV Eindhoven | Países Bajos | 2024 |
| Eredivisie                    | PSV Eindhoven | Países Bajos | 2025 |